# Befahrung
Eine Befahrung ist im Bergbau und in der Bergmannssprache die Begehung eines Stollens, einer Grube oder eines Schachts in einem Bergwerk oder einem anderen unterirdischen Bauwerk, um dieses zu besichtigen und zu untersuchen. Der Ausdruck Befahrung leitet sich wie die bergmännische Fahrt von Fahren ab, wie jede Bewegung innerhalb eines Bergwerks bezeichnet wird und hat nichts mit der Benutzung von Fahrzeugen zu tun. 

## Arten
Eine turnusmäßige jährliche Befahrung wird vom Bergamt bzw. einer staatlichen Aufsicht durchgeführt. Sie dient der Kontrolle und der Betriebssicherheit. Diese Befahrung entspricht einer Brückenprüfung im Brückenbau.
Eine besondere Art der Befahrung war die Freifahrung, bei der nach altem Bergrecht einem Grubenbesitzer die Besitzrechte auf die Grube entzogen werden konnten, wenn durch die Befahrung des Grubengebäudes nachgewiesen wurde, dass die Grube nicht entsprechend den bergrechtlichen Vorschriften belegt war.
Die meisten „Befahrungen“ sind hingegen die gesetzlich vorgeschriebenen Befahrungen der Mitarbeiter durch ihre Schichtaufsichten: mindestens einmal pro Schicht, wenn die Mitarbeiter zu mehreren arbeiten, und mindestens zweimal pro Schicht, wenn die Mitarbeiter allein arbeiten. Die zweite Befahrung kann auch fernmündlich (per Funk oder Telefon) stattfinden (vulgo „Telefonbefahrung“).

### Befahrungen außerhalb des Bergbaus

#### Speläologie
In der Speläologie wird jeder Besuch einer Höhle mit wissenschaftlichem Anspruch ebenfalls als Befahrung bezeichnet, auch wenn man sich dabei schwimmend, schlufend oder am Seil bewegt.

#### Abwasser
Bei der Inspektion eines Kanals findet eine Befahrung mit einer Kamera statt.